# Соццаго
Соццаго (итал. Sozzago) — коммуна в Италии, расположенная в регионе Пьемонт провинции Новара.
Население составляет 1019 человек (2008), плотность населения составляет 72 чел./км². Занимает площадь 12 км². Почтовый индекс — 28060. Телефонный код — 0321.
Покровителем коммуны почитается святой Сильван (сын Фелицаты Римской), празднование[чего?] во второе воскресенье июля.

## Демография
Динамика населения:

## Администрация коммуны
- Официальный сайт: http://www.comune.sozzago.no.it/